# Файдыш-Крандиевский, Андрей Петрович
Андрей Петрович Файдыш-Крандиевский (10 января 1920, Москва — 12 августа 1967, Таруса) — советский скульптор-монументалист. Наиболее известное произведение — Монумент в ознаменование освоения космического пространства (Москва, 1964). Лауреат Сталинской премии первой степени (1950). Заслуженный деятель искусств РСФСР (1965). Член-корреспондент АХ СССР.

## Биография

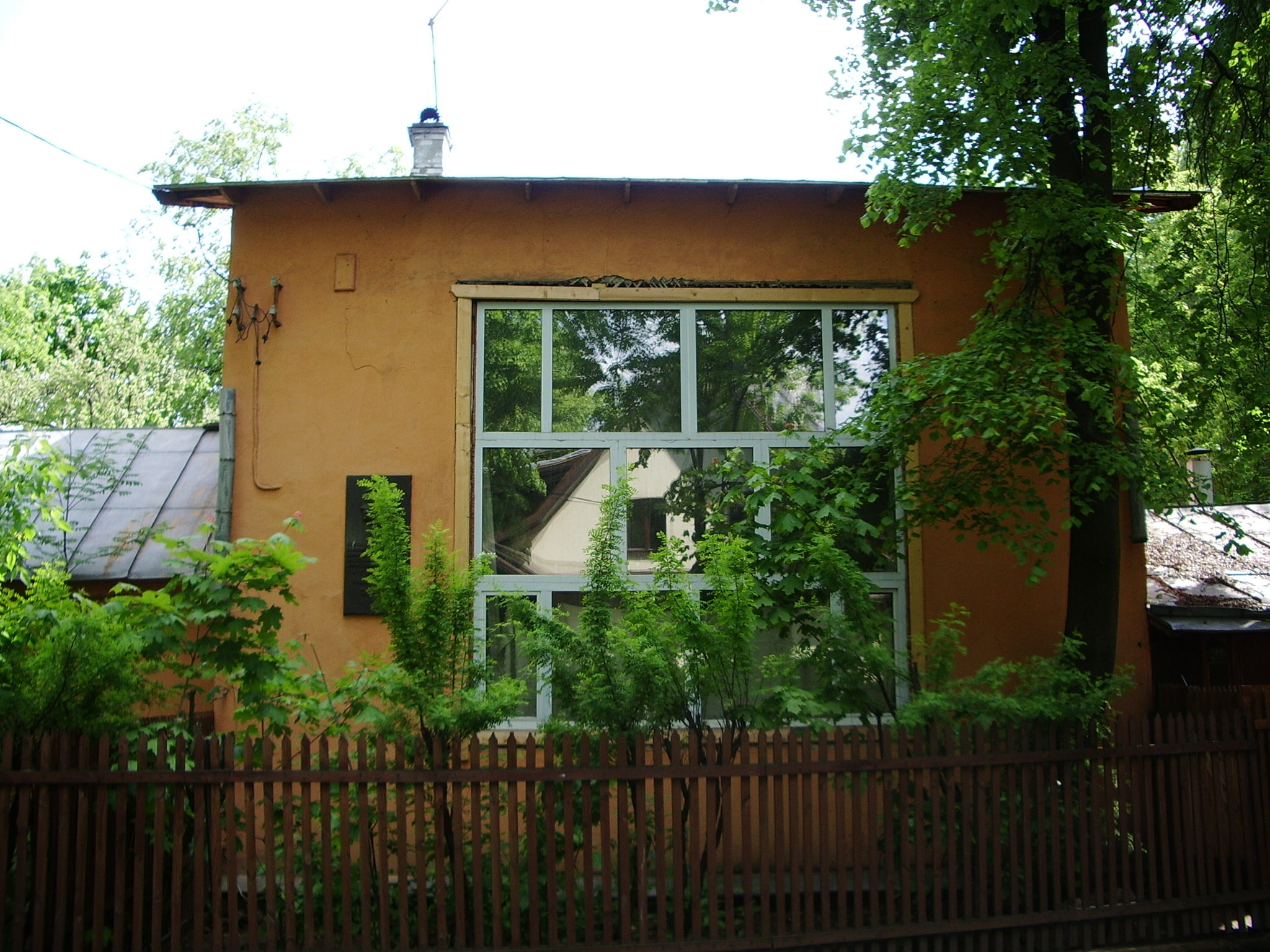
Дом-мастерская Андрея Файдыша в посёлке «Сокол» в Москве

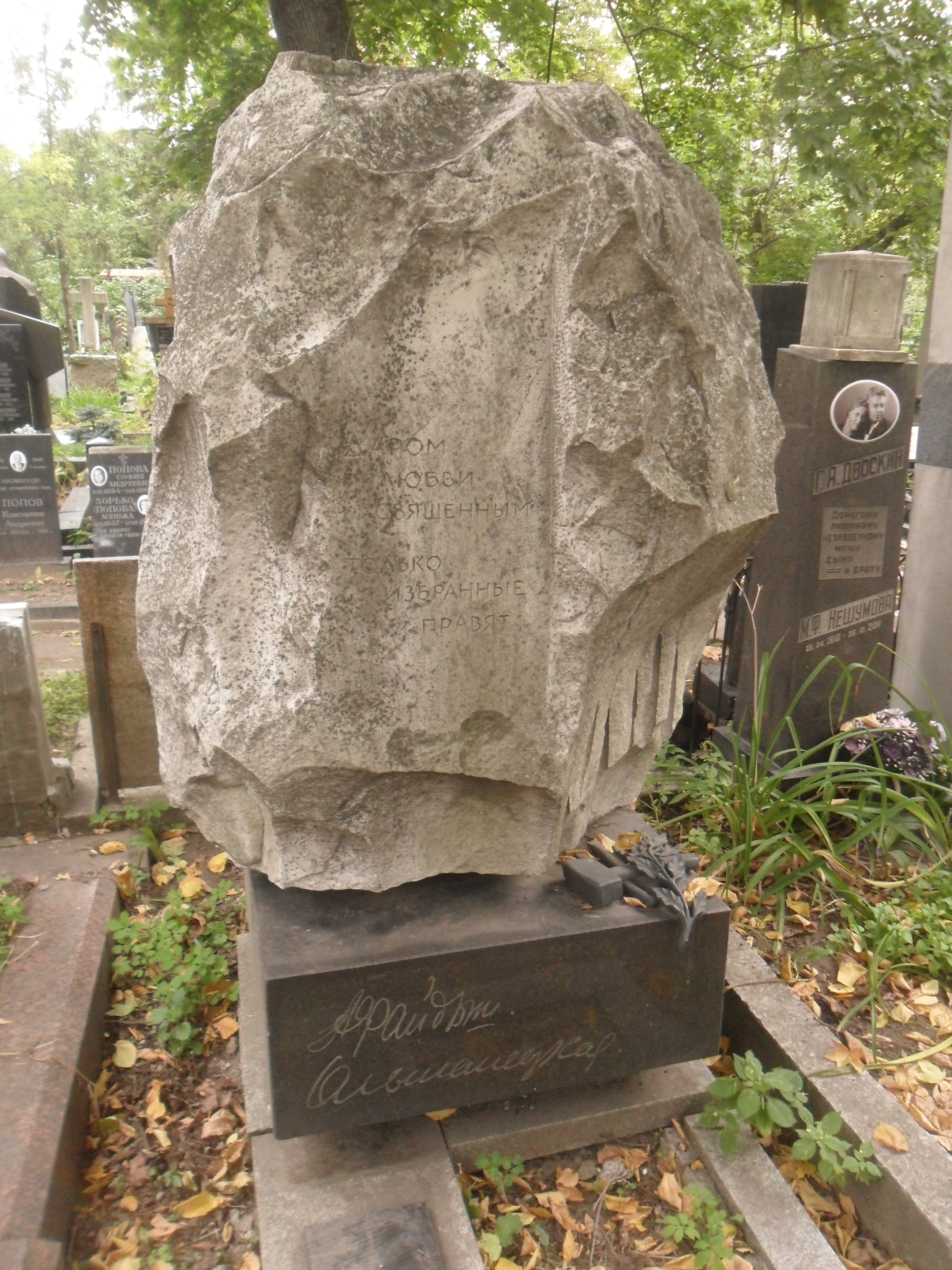
Могила Файдыша-Крандиевского на Новодевичьем кладбище Москвы.

Андрей Петрович Файдыш-Крандиевский родился 10 января 1920 года в Москве в семье архитектора Петра Файдыша и скульптора Надежды Крандиевской. В октябре 1941 года попал в оккупацию в Тарусе.
С 1943 по 1948 год учился в МГАХИ имени В. И. Сурикова у Л. В. Шервуда, Р. Р. Иодко и А. Т. Матвеева. Участник художественных выставок с 1948 года. Работал в бригаде скульпторов под руководством Н. В. Томского, создававших фигуры для московских высоток и на станциях московского метро: М. Ф. Бабурин, П. И. Бондаренко, Н. И. Рудько, М. Н. Смирнов, Р. К. Таурит, Д. П. Шварц, Г. А. Шульц и другие. Участвовал в создании цикла многофигурных рельефов на историко-революционную тематику (руководитель Н. В. Томский; 1949).
Умер 12 августа 1967 в городе Таруса Калужской области. Похоронен в Москве на Новодевичьем кладбище (участок № 4).
А. П. Файдыш-Крандиевский является автором следующих монументов: памятник героям гражданской войны на Дальнем Востоке (архитектор М. О. Барщ; 1956, Хабаровск), памятник К. Э. Циолковскому (архитекторы Барщ М. О., Колчин А. Н.; 1958, Калуга), памятник брянским партизанам (1966, Брянск), монумента в ознаменование освоения космического пространства (архитекторы М. О. Барщ, А. Н. Колчин; 1964, Москва) и памятника Константину Циолковскому возле обелиска, бюсты на Аллее Космонавтов в Москве (1966—1967) — П. И. Беляев и А. А. Леонов, портрет академика С. П. Королёва (1963—1966, Государственный центральный музей современной истории России) и ряд других монументальных произведений и произведений станковой скульптуры.

## Семья
- Отец — Файдыш, Пётр Петрович (1892—1943), архитектор, репрессирован, погиб в Котласе.
- Мать — Крандиевская, Надежда Васильевна, скульптор;
- Тётя — Крандиевская-Толстая, Наталья Васильевна, поэтесса.
- Сестра — Файдыш-Крандиевская, Наталия Петровна, художница, иллюстратор. Член Союза художников с 1975 года.
- Жена — Лия Ильинична Ольшанецкая-Файдыш (1924—1979), художник, книжный график. Ее родители: архитектор Илья Ольшанецкий (1886—1955) и Лидия Ольшанецкая (урожденная Берг; 1899—1975), художница, работавшая в жанре наивного искусства.
- Дочь — Марина Андреевна Файдыш (Файдыш-Ольшанецкая; род. в 1946), художник-график. Окончила Московское академическое художественное училище, факультет графики Московского художественного института имени В. И. Сурикова (преподаватели М. В. Маторин и Юрий Петрович Рейнер (1911—1973).
- Дочь — Татьяна Андреевна Файдыш, художник. Внуки: Александр, Кирилл[3][4], Мария Саленковы.

## Памятники
- Обелиск покорителям космоса — памятник «В ознаменование выдающихся достижений советского народа в освоении космического пространства» (архитекторы М. О. Барщ, А. Н. Колчин; открыт 4-го октября 1964 года);
- Памятник героям Гражданской войны в Хабаровске (архитектор М. О. Барщ, 1956);
- Памятник Циолковскому К. Э. в сквере Мира в Калуге (архитекторы М. О. Барщ и А. Н. Колчин; 1958)[5]
- Памятник Победы на озере Хасан (архитекторы М. О. Барщ, А. Н. Колчин; 1961)
- Памятник освободителям Брянска (архитекторы М. О. Барщ, А. Н. Колчин; открыт на площади Партизан 17 сентября 1966 года, в 23-ю годовщину освобождения города от немецко-фашистских захватчиков)
- Памятник Королёву С. П. в городе Байконур (Кзыл-Ординская обл. Казахстана); открыт 22 ноября 1970 года на площади имени С. П. Королёва (архитектор Н. Г. Асатур).

## Галерея

Памятник героям Гражданской войны в Хабаровске
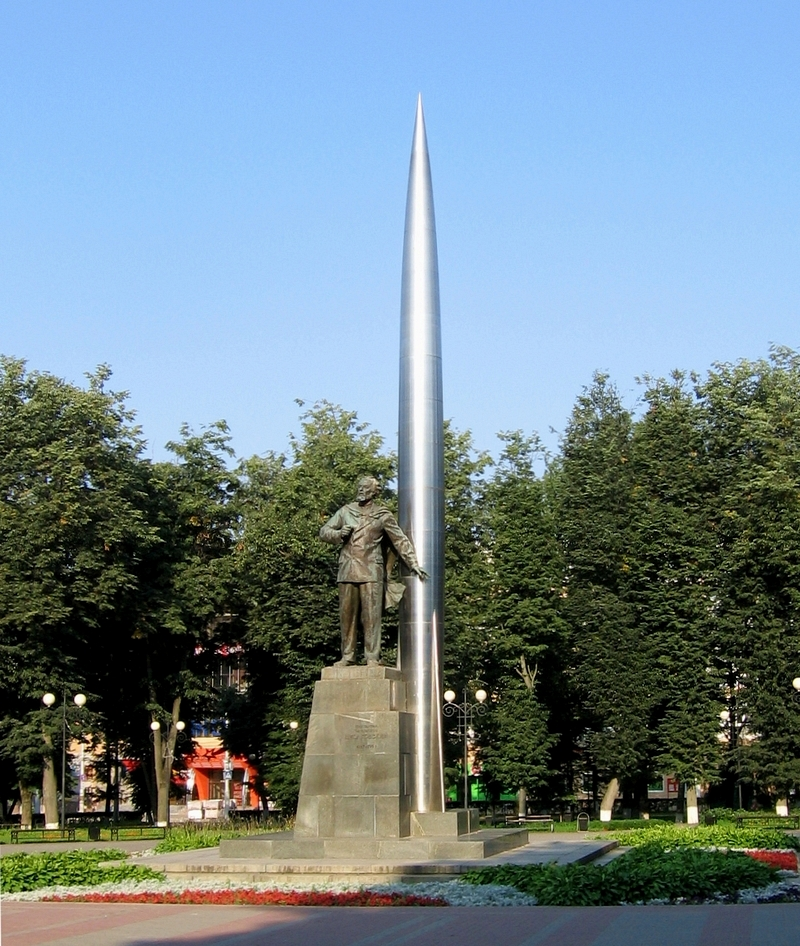
Памятник Константину Эдуардовичу Циолковскому в Калуге
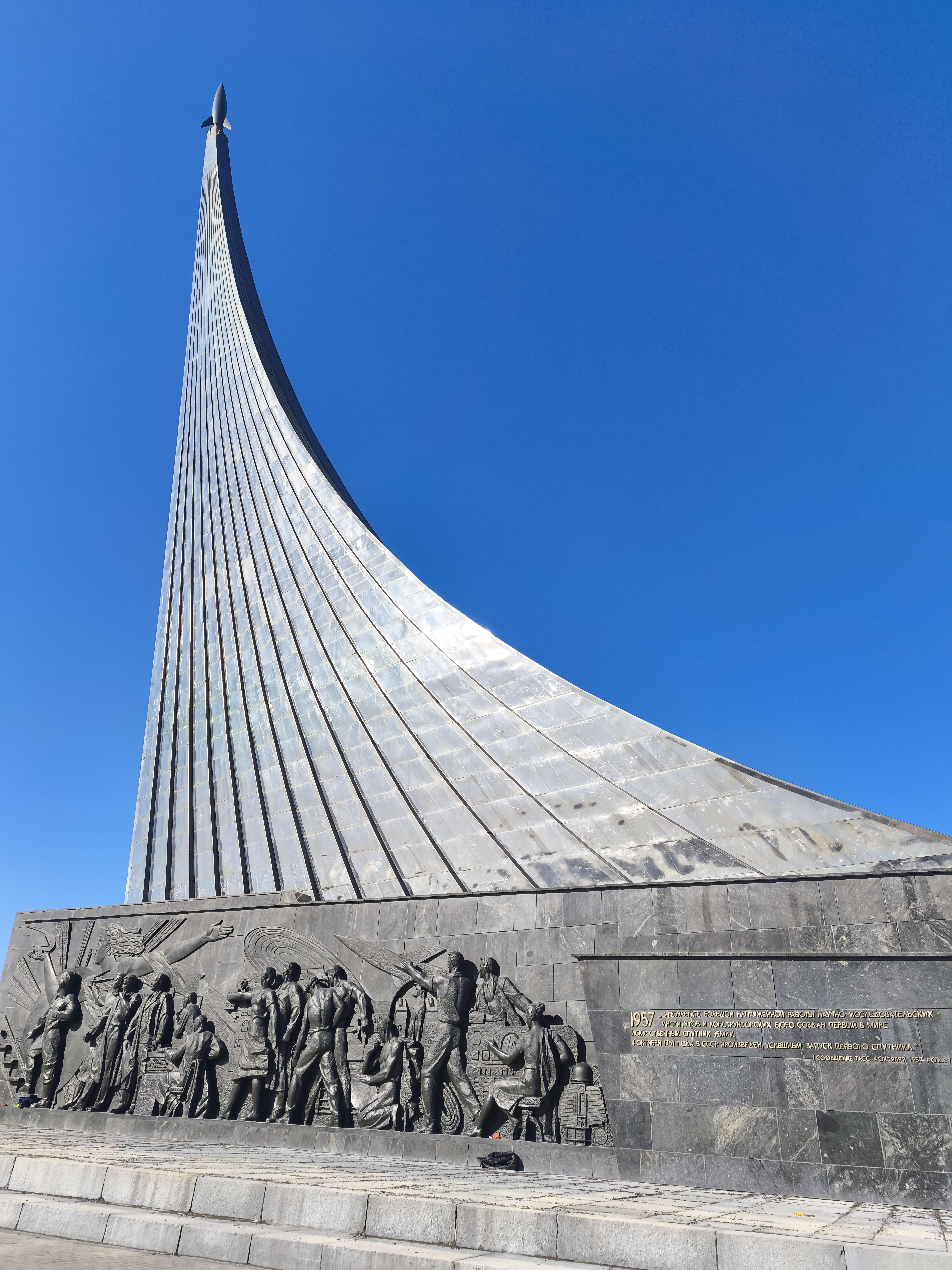
Монумент «Покорителям космоса» у входа на ВДНХ в Москве, восточная сторона, 2025 г.

## Награды и премии
- Сталинская премия первой степени (1950) — за создание скульптурных барельефов «В. И. Ленин и И. В. Сталин — основатели и руководители Советского государства».
- Серебряная медаль Академии художеств СССР — за памятник К. Э. Циолковскому в Калуге (1959)[6]
- Золотая медаль Академии художеств СССР — за монумент в ознаменование выдающихся достижений советского народа в освоении космического пространства (1964)[6]
- Государственная премия РСФСР имени И. Е. Репина (1967 — посмертно) — за скульптурные портреты С. П. Королёва и К. Э. Циолковского (1963—1966) из серии работ, посвящённых героям космоса.